# De fly, våra år
De fly, våra år är en psalmtext med nio verser diktade av Lina Sandell 1882. Musiken är skriven 1884 av Wilhelm Theodor Söderberg.

## Publicerad i
- Svensk söndagsskolsångbok 1908 som nr 280 under rubriken "Årstiderna".
- Svenska Missionsförbundets sångbok 1920 som nr 704 under rubriken "Årsskifte".
- Sions Sånger 1951 nr 14.
- Sions Sånger 1981 under rubriken "Nyår".
- Lova Herren 1988 som nr 128 under rubriken "Nyår".